# José Embaló
José Alberto Djaló Embaló (Lisbona, 3 maggio 1991) è un calciatore portoghese naturalizzato guineense, attaccante svincolato.

## Carriera

### Club
Il 1º luglio 2021 viene acquistato a titolo definitivo dalla squadra armena dell'Alaškert.

### Nazionale
Nel 2022 ha esordito in nazionale.

## Statistiche

### Presenze e reti nei club
Statistiche aggiornate al 14 settembre 2021.
| Stagione                 | Squadra                  | Campionato               | Campionato | Campionato | Coppe nazionali | Coppe nazionali | Coppe nazionali | Coppe continentali | Coppe continentali | Coppe continentali | Altre coppe | Altre coppe | Altre coppe | Totale | Totale |
| Stagione                 | Squadra                  | Comp                     | Pres       | Reti       | Comp            | Pres            | Reti            | Comp               | Pres               | Reti               | Comp        | Pres        | Reti        | Pres   | Reti   |
| ------------------------ | ------------------------ | ------------------------ | ---------- | ---------- | --------------- | --------------- | --------------- | ------------------ | ------------------ | ------------------ | ----------- | ----------- | ----------- | ------ | ------ |
| 2012-2013                | AEL Limassol             | A                        | 6          | 0          | CC              | 2               | 0               |                    | -                  | -                  |             | -           | -           | 8      | 0      |
| 2013-2014                | AEL Limassol             | A                        | 3          | 1          | CC              | 0               | 0               |                    | -                  | -                  |             | -           | -           | 3      | 1      |
| Totale AEL Limassol      | Totale AEL Limassol      | Totale AEL Limassol      | 9          | 1          |                 | 2               | 0               |                    | -                  | -                  |             | -           | -           | 11     | 1      |
| 2014-gen. 2015           | Beira-Mar                | SL                       | 5          | 0          | CP+CdL          | 0+2             | 0               |                    | -                  | -                  |             | -           | -           | 7      | 0      |
| 2015-feb. 2016           | Rapid Bucarest           | L2                       | 10         | 2          | CR              | 0               | 0               |                    | -                  | -                  |             | -           | -           | 10     | 2      |
| mag.-ago. 2016           | KFF Fjarðabyggð          | 1D                       | 9          | 3          | CI              | 0               | 0               |                    | -                  | -                  |             | -           | -           | 9      | 3      |
| 2016-2017                | Agia Napa                | B                        | ?          | ?          | CC              | 0               | 0               |                    | -                  | -                  |             | -           | -           | ?      | ?      |
| 2017-2018                | Raków Częstochowa        | 1L                       | 25         | 5          | CP              | 0               | 0               |                    | -                  | -                  |             | -           | -           | 25     | 5      |
| 2018-2019                | Casa Pia                 | CdP                      | 29         | 5          | CP              | 1               | 0               |                    | -                  | -                  |             | -           | -           | 30     | 5      |
| 2019-gen. 2020           | Puszcza Niepołomice      | 1L                       | 19         | 6          | CP              | 1               | 0               |                    | -                  | -                  |             | -           | -           | 20     | 6      |
| gen.-lug. 2020           | Olimpia Grudziądz        | 1L                       | 6          | 1          |                 | -               | -               |                    | -                  | -                  |             | -           | -           | 6      | 1      |
| 2020-2021                | Olimpia Grudziądz        | 2L                       | 35         | 15         | CP              | 1               | 0               |                    | -                  | -                  |             | -           | -           | 36     | 15     |
| Totale Olimpia Grudziądz | Totale Olimpia Grudziądz | Totale Olimpia Grudziądz | 40         | 16         |                 | 1               | 0               |                    | -                  | -                  |             | -           | -           | 41     | 16     |
| 2021-2022                | Alaškert                 | BC                       | 4          | 1          | CA              | 0               | 0               | UCL+UEL+UECL       | 4+3+1              | 0+2+1              |             | -           | -           | 12     | 3      |
| Totale carriera          | Totale carriera          | Totale carriera          | 150        | 39         |                 | 7               | 0               |                    | 8                  | 3                  |             | -           | -           | 165    | 42     |

## Palmarès

### Club

#### Competizioni nazionali
- Campeonato de Portugal: 1

Casa Pia: 2018-2019
- Supercoppa d'Armenia: 1

Alaškert: 2021